# Izoptika
Izoptika je množica točk, za katere se po dve tangenti dane krivulje sekata pod danim kotom. Ortoptika je izoptika, ki ji pripada kot 90°.
Ortoptika parabole je njena direktrisa (direktrisa je premica za katero je značilno, da je razdalja od nje do fokusa konstantna).
Izoptike sinusoidnih spiral so sinusoidne spirale 

## Zgledi[1]
Nekatere izoptične krivulje:
| krivulja     | izoptika     |
| ------------ | ------------ |
| cikloida     | trohoida     |
| epicikloida  | epitrohoida  |
| hipocikloida | hipotrohoida |
| parabola     | hiperbola    |

Nekatere ortoptične krivulje:
| krivulja  | ortoptika     |
| --------- | ------------- |
| astroida  | kvadrifolija  |
| srčnica   | Pascalov polž |
| deltoida  | krožnica      |
| elipsa    | krožnica      |
| hiperbola | krožnica      |
| parabola  | direktrisa    |